# Desert Fox
Desert Fox è un videogioco di strategia e azione, pubblicato nel 1985 per Commodore 64 e nel 1986 per Amstrad CPC. È ambientato nella Campagna del Nordafrica della Seconda guerra mondiale e il giocatore prende le parti degli Alleati contro le forze del generale tedesco Erwin Rommel, detto "volpe del deserto" (Desert Fox in inglese).

## Modalità di gioco
Il giocatore controlla il carro armato Lone Wolf (lupo solitario), un fittizio "Turbo Sherman". Si può affrontare una campagna completa, con una mappa strategica generale e cinque possibili tipi di sequenze d'azione di combattimento, oppure fare pratica direttamente in una delle sequenze di combattimento.

### Campagna
Nella modalità campagna, disponibile in cinque difficoltà, lo scopo del gioco è salvare tutti i depositi alleati dagli attacchi di Rommel. 
Inizialmente viene mostrata una mappa strategica del fronte, nella zona tra Tobruch e Sollum, con delle bandierine a indicare le posizioni dei depositi, un simbolo di carro armato a indicare Lone Wolf e una svastica a indicare Rommel in persona. Le sue forze sono sparse su tutto il territorio e non sono visibili sulla mappa.
Quattro icone permettono di compiere le seguenti azioni:
- Muovere Lone Wolf sulla mappa.
- Zoomare su uno dei depositi per avere informazioni dettagliate, in particolare quante ore di tempo può resistere ancora prima di essere conquistato dal nemico.
- Usare il sistema di intercettazione radio di Lone Wolf, che va puntato in una direzione per ottenere informazioni sulla eventuale presenza e tipo di forze nemiche che si possono incontrare da quella parte (nella versione Commodore 64 si sentono alcune parole pronunciate dal nemico in voce digitalizzata). In tal modo si può pianificare il percorso per evitarle il più possibile.
- Ordinare un attacco aereo per prolungare il tempo di resistenza di un deposito; si ha un solo attacco aereo per partita.

Se ci si imbatte nelle forze nemiche si passa a una delle sequenze d'azione.
Se si riesce a raggiungere uno dei depositi prima che scada il suo tempo, lo si salva definitivamente e si ottiene una ricarica della propria energia grazie ai suoi rifornimenti.
Nel frattempo Rommel insegue Lone Wolf in tempo reale, e se si incontrano si gioca un duello contro il suo carro armato; sconfiggendolo si ottengono dei bonus, ma la partita non è ancora finita, l'obiettivo sono sempre i depositi.
Il gioco termina con la sconfitta se Lone Wolf viene distrutto in una sequenza d'azione o se un deposito cade in mano al nemico.

### Combattimenti
Le sequenze d'azione sono tutte con visuale tridimensionale in prima persona su ambienti desertici. A seconda dell'ora del giorno possono avvenire in piena luce, al crepuscolo o di notte. In tutti i casi Lone Wolf è dotato di una barra di energia e può sopportare diversi colpi. Le sequenze possibili sono:
- Attacco di Stuka: Lone Wolf può ruotare e sparare cannonate con un mirino agli aerei che lo bombardano. Un piccolo radar ne segnala la posizione.
- Duello di carri armati: i Tiger nemici circolano attorno a Lone Wolf che deve distruggerli a colpi di cannone. Per evitare di essere colpiti si può sparare anche ai proiettili nemici. Anche qui si dispone del radar.
- Campo minato: bisogna attraversare la zona evitando di passare con i cingoli sulle mine e di perdere troppo tempo. Si può anche sparare alle mine.
- Imboscata: si attraversa una lunga gola, con molte postazioni nemiche sulle due pareti, da distruggere con il mirino prima di passarci davanti.
- Attacco al convoglio: un convoglio alleato che passa davanti a Lone Wolf è sotto attacco aereo. Si hanno due mitragliatrici con due mirini che si muovono automaticamente, bisogna solo scegliere quando fare fuoco con il destro o con il sinistro, evitando di colpire gli aerei alleati. Salvare un convoglio fa rafforzare uno dei depositi, aumentando il suo tempo di resistenza e i rifornimenti che può dare.